# Futbol'nyj Klub Rostsel'maš Rostov-na-Donu 1993
Questa voce raccoglie le informazioni riguardanti l'Futbol'nyj Klub Rostsel'maš Rostov-na-Donu nelle competizioni ufficiali della stagione 1993.

## Stagione
Al secondo anno di massima serie la squadra finì penultima a pari merito con l'Okean, ma indietro negli scontri diretti (sconfitta 2-0 fuori casa e pareggio casalingo 1-1), andando incontro alla retrocessione diretta.
In Coppa, dopo avere superato il Fakel Voronež in trasferta, il Rostsel'maš fu eliminato in casa dal Gekris Novorossijsk.

## Rosa
| N. |                   | Ruolo | Calciatore                    |
| -- | ----------------- | ----- | ----------------------------- |
|    | Russia (bandiera) | P     | Evgenij Kornjuchin            |
|    | Russia (bandiera) | P     | Evgenij Krjukov               |
|    | Russia (bandiera) | P     | Ramil' Valeev                 |
|    | Russia (bandiera) | D     | Sergej Aleksandrovič Filippov |
|    | Russia (bandiera) | D     | Aleksandr Borodkin            |
|    | Russia (bandiera) | D     | Jurij Borovskoj               |
|    | Russia (bandiera) | D     | Jurij Djadjuk                 |
|    | Russia (bandiera) | D     | Nikolaj Golubkin              |
|    | Russia (bandiera) | D     | Jurij Ključnikov              |
|    | Russia (bandiera) | D     | Jurij Kovtun                  |
|    | Russia (bandiera) | D     | Marat Minibaev                |
|    | Russia (bandiera) | D     | Gennadij Parovin              |
|    | Russia (bandiera) | D     | Ėduard Posylaev               |
|    | Russia (bandiera) | D     | Gennadij Stëpuškin            |
|    | Russia (bandiera) | C     | Sergej Balachnin              |

| N. |                    | Ruolo | Calciatore          |
| -- | ------------------ | ----- | ------------------- |
|    | Russia (bandiera)  | C     | Sergej Dement'ev    |
|    | Russia (bandiera)  | C     | Džemal Gubaz        |
|    | Russia (bandiera)  | C     | Vladimir Leončenko  |
|    | Russia (bandiera)  | C     | Dmitrij Los'kov     |
|    | Russia (bandiera)  | C     | Vjačeslav Lugovkin  |
|    | Russia (bandiera)  | C     | Oleg San'ko         |
|    | Russia (bandiera)  | C     | Aleksej Sereda      |
|    | Georgia (bandiera) | C     | Badri Spanderašvili |
|    | Russia (bandiera)  | C     | Oleg Vernigorov     |
|    | Ucraina (bandiera) | A     | Serhij Andrjejev    |
|    | Russia (bandiera)  | A     | Vitalij Ermilov     |
|    | Russia (bandiera)  | A     | Aleksandr Maslov    |
|    | Russia (bandiera)  | A     | Aleksandr Tatarkin  |
|    | Russia (bandiera)  | A     | Aleksandr Tichonov  |
|    | Russia (bandiera)  | A     | Aleksandr Vorob'ëv  |

## Risultati

### Campionato
| Rostov sul Don 8 marzo 1993 1ª giornata | Rostsel'maš | 2 – 0 referto | Spartak Mosca | Stadio Rostsel'maš |

| Rostov sul Don 12 marzo 1993 2ª giornata | Rostsel'maš | 1 – 1 referto | Dinamo Mosca | Stadio Rostsel'maš |

| Mosca 20 marzo 1993 3ª giornata | Torpedo Mosca | 0 – 0 referto | Rostsel'maš | Stadio Torpedo |

| Samara 26 maggio 1993 4ª giornata | Kryl'ja Sovetov Samara | 1 – 1 referto | Rostsel'maš | Stadio Metallurg |

| Rostov sul Don 3 aprile 1993 5ª giornata | Rostsel'maš | 0 – 2 referto | Tekstil'ščik Kamyšin | Stadio Rostsel'maš |

| Rostov sul Don 7 aprile 1993 6ª giornata | Rostsel'maš | 0 – 2 referto | Rotor | Stadio Rostsel'maš |

| Vladivostok 17 aprile 1993 7ª giornata | Luč Vladivostok | 2 – 1 referto | Rostsel'maš | Stadio Dinamo |

| Nachodka 21 aprile 1993 8ª giornata | Okean | 2 – 0 referto | Rostsel'maš | Stadio Vodnik |

| Rostov sul Don 2 maggio 1993 9ª giornata | Rostsel'maš | 1 – 3 referto | Lokomotiv Mosca | Stadio Rostsel'maš |

| Rostov sul Don 6 maggio 1993 10ª giornata | Rostsel'maš | 1 – 0 referto | CSKA Mosca | Stadio Rostsel'maš |

| Rostov sul Don 12 maggio 1993 11ª giornata | Rostsel'maš | 2 – 0 referto | Dinamo Stavropol' | Stadio Rostsel'maš |

| Soči 5 giugno 1993 13ª giornata | Žemčužina-Soči | 1 – 1 referto | Rostsel'maš | Stadio Centrale |

| Vladikavkaz 9 giugno 1993 14ª giornata | Spartak Vladikavkaz | 3 – 0 referto | Rostsel'maš | Respublikanskij stadion Spartak |

| Rostov sul Don 17 giugno 1993 15ª giornata | Rostsel'maš | 2 – 1 referto | Uralmaš | Stadio Rostsel'maš |

| Rostov sul Don 21 giugno 1993 16ª giornata | Rostsel'maš | 0 – 0 referto | KAMAZ | Stadio Rostsel'maš |

| Mosca 26 giugno 1993 17ª giornata | Asmaral | 4 – 0 referto | Rostsel'maš | Stadio Krasnaja Presnja |

| Nižnij Novgorod 29 giugno 1993 18ª giornata | Lokokomtiv Nižnij Novg. | 1 – 0 referto | Rostsel'maš | Stadio Lokomotiv |

| Rostov sul Don 9 luglio 1993 19ª giornata | Rostsel'maš | 0 – 1 referto | Torpedo Mosca | Stadio Rostsel'maš |

| Rostov sul Don 13 luglio 1993 20ª giornata | Rostsel'maš | 3 – 3 referto | Kryl'ja Sovetov Samara | Stadio Rostsel'maš |

| Volgograd 21 luglio 1993 21ª giornata | Rotor | 2 – 1 referto | Rostsel'maš | Stadio Centrale |

| Kamyšin 24 luglio 1993 22ª giornata | Tekstil'ščik Kamyšin | 2 – 0 referto | Rostsel'maš | Stadio Tekstil'ščik |

| Rostov sul Don 7 agosto 1993 23ª giornata | Rostsel'maš | 1 – 1 referto | Okean | Stadio Rostsel'maš |

| Rostov sul Don 11 agosto 1993 24ª giornata | Rostsel'maš | 2 – 1 referto | Luč Vladivostok | Stadio Rostsel'maš |

| Mosca 27 agosto 1993 25ª giornata | CSKA Mosca | 2 – 3 referto | Rostsel'maš | Stadio CSKA |

| Mosca 31 agosto 1993 26ª giornata | Lokomotiv Mosca | 5 – 2 referto | Rostsel'maš | Stadio Lokomotiv |

| Stavropol' 18 settembre 1993 28ª giornata | Dinamo Stavropol' | 1 – 1 referto | Rostsel'maš | Stadio Dinamo |

| Rostov sul Don 25 settembre 1993 29ª giornata | Rostsel'maš | 3 – 0 referto | Žemčužina-Soči | Stadio Rostsel'maš |

| Rostov sul Don 3 ottobre 1993 30ª giornata | Rostsel'maš | 3 – 3 referto | Spartak Vladikavkaz | Stadio Rostsel'maš |

| Ekaterinburg 10 ottobre 1993 31ª giornata | Uralmaš | 1 – 1 referto | Rostsel'maš | Stadio Centrale |

| Naberežnye Čelny 16 ottobre 1993 32ª giornata | KAMAZ | 1 – 1 referto | Rostsel'maš | Stadio KAMAZ |

| Rostov sul Don 23 ottobre 1993 33ª giornata | Rostsel'maš | 1 – 0 referto | Asmaral | Stadio Rostsel'maš |

| Rostov sul Don 30 ottobre 1993 34ª giornata | Rostsel'maš | 1 – 1 referto | Lokokomtiv Nižnij Novg. | Stadio Rostsel'maš |

| Mosca 7 novembre 1993 35ª giornata | Spartak Mosca | 3 – 0 referto | Rostsel'maš | Stadio Lužniki |

| Mosca 10 novembre 1993 36ª giornata | Dinamo Mosca | 2 – 0 referto | Rostsel'maš | Stadio Manež Dinamo |

### Coppa di Russia
| Voronež 5 luglio 1993 | Fakel Voronež | 0 – 1 referto | Rostsel'maš |  |

| Rostov sul Don 2 agosto 1993 | Rostsel'maš | 1 – 2 referto | Gekris Novorossijsk | Stadio Rostselmash |